# Georges Croegaert
Georges Croegaert (Anvers, 7 octobre 1848 - Cannes, 23 août 1923) est un peintre académique belge qui fit l'essentiel de sa carrière à Paris. Il est connu pour ses peintures de genre montrant des scènes de société élégante et pour ses portraits de femmes. Il a également une certaine réputation pour ses représentations humoristiques de cardinaux catholiques en robe rouge, exécutés dans un style hautement réaliste.

## Biographie
Georges Croegaert est né à Anvers. Il étudie à l'Académie royale des beaux-arts d'Anvers. Il déménage à Paris en 1876 et il y travaille le reste de sa vie. Il connaît le succès en tant que portraitiste et peintre de genre. Ses peintures sont acclamées par la critique et recherchées par les collectionneurs anglais et américains. Il expose régulièrement au Salon de Paris entre 1882 et 1914 et à Vienne en 1888.
Il meurt à Cannes en 1923 après une longue et fructueuse carrière.

## Œuvre
Croegaert peint d'abord des natures mortes très détaillées, des d'oiseaux et des fleurs ainsi que des scènes de genre en plein air. Ensuite, il se construit une carrière avec ses portraits de salon de jeunes femmes glamour habillées de somptueux vêtements dans des intérieurs luxueux. Il acquiert également une réputation d'artiste dans le genre des « peintures de cardinaux », des représentations humoristiques de cardinaux engagés dans diverses activités mondaines dans un environnement somptueux. Ses œuvres sont très narratives et les objets en arrière-plan soutiennent l'histoire de la peinture. Ses peintures se caractérisent par un haut degré de finition et une riche palette.

### Portraits de société

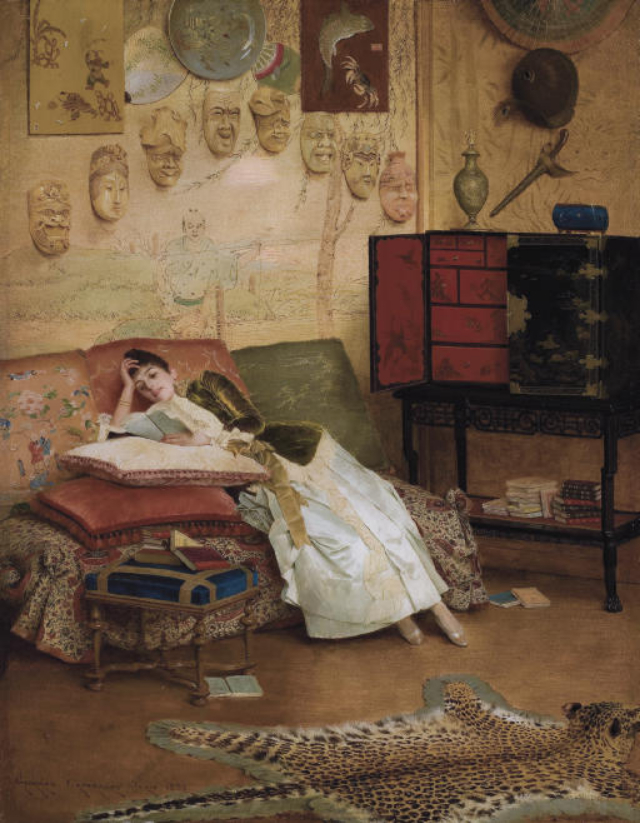
Jeune femme lisant dans un intérieur japonisant.

La plupart des portraits de jeunes femmes élégantes de Croegaert se distinguent par leurs détails somptueux. On peut deviner l'influence de son parent, Jan Jacob Croegaert-Van Bree, dans l'élégance et le réalisme de son style. À son arrivée à Paris, les portraits illustrant le mode de vie des citadins contemporains à la mode étaient populaires. La tendance avait été lancée à Paris à la fin des années 1850 par le peintre belge Alfred Stevens et ensuite été adoptée par d'autres peintres belges travaillant à Paris tels que Charles Baugniet et Gustave Léonard de Jonghe, ainsi que par le Français Auguste Toulmouche.

Portrait d'une femme aux cheveux châtain roux.

À la fin des années 1860, il y a un marché pour les scènes de genre avec des personnages bourgeois, généralement de jeunes femmes glamour, représentées dans un cadre somptueux. Avec le début de la Belle Époque dans les années 1870, ce type de peintures représentant des femmes à la mode dans un intérieur devient populaire au Salon de Paris.
Les représentations très réalistes de Croegaert ont généralement une nuance légèrement ironique. C'est clair dans son clin d'œil aux modes contemporaines du japonisme et de l' orientalisme, dans ses peintures de Jeune femme lisant dans un intérieur japonisant et les Rêves d'Orient, où les femmes représentées semblent submergées par leur engouement pour l'art japonais et oriental.

### Petits portraits
Dans les dernières décennies du XIXe siècle, Croegaert peint une série de petits portraits de femmes rendus d'une manière très réaliste. Les femmes sont représentées en buste et semblent se fondre dans un arrière-plan pâle et sans ornements. Ces portraits ont des titres génériques tels que Une blonde (Russell-Cotes Art Gallery and Museum, Bournemouth ) ou Portrait of an Auburn-Haired Woman (Haworth Art Gallery). L'attention habituelle de l'artiste pour la couleur et le détail et son souci de mise en page caractérisent ces peintures.

### Peintures de cardinaux

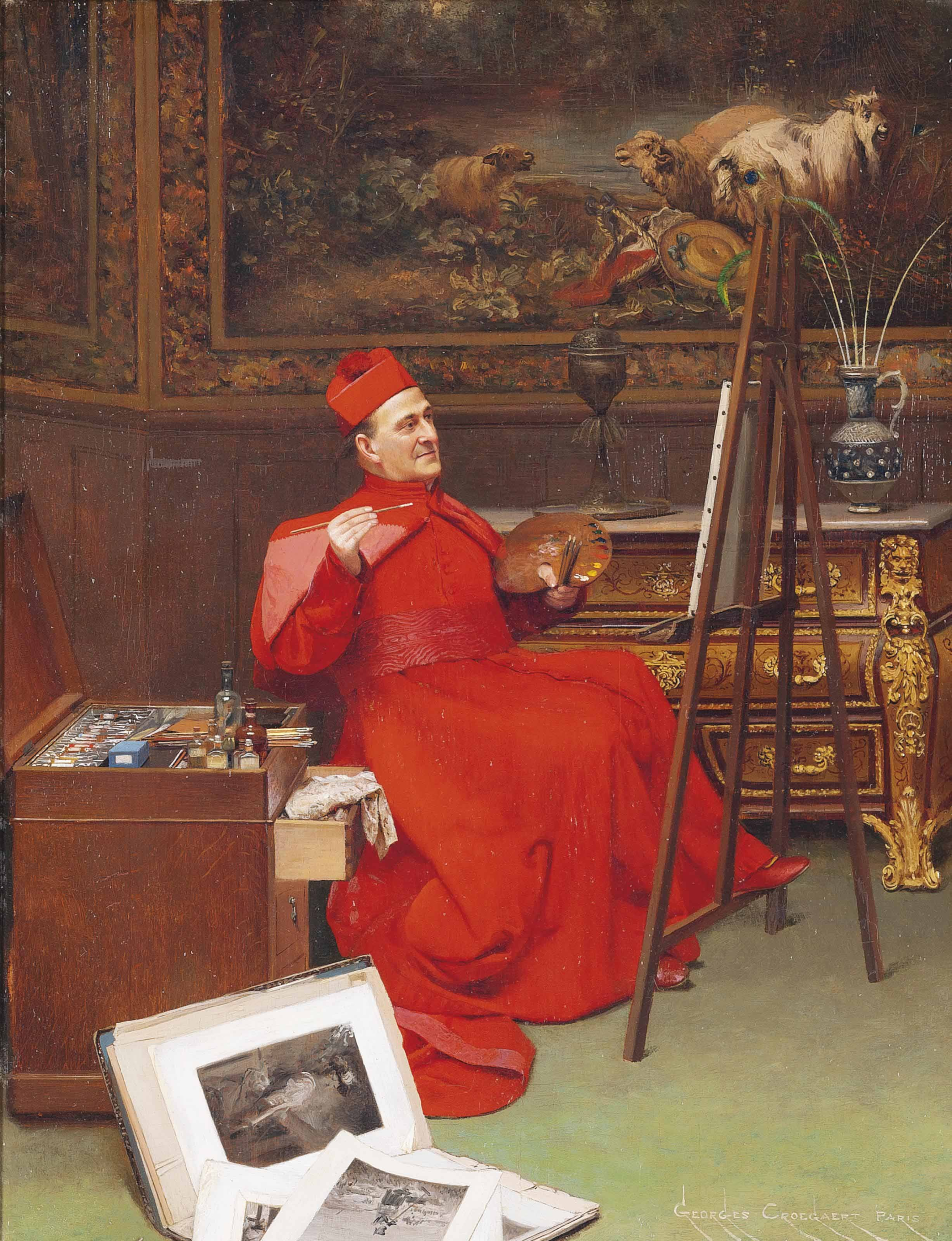
L'artiste amateur.

Peut-être à la recherche d'une niche lucrative dans le marché de l'art, Croegaert commence à peindre des « peintures de cardinaux », parfois aussi appelées peintures d'« art anticlérical ». Ces peintures représentent des cardinaux catholiques romains fictifs se livrant généralement à une activité banale dans un cadre somptueux. Georges Croegaert n'est pas le seul artiste parisien à pratiquer ce genre.
Parmi les autres peintres qui se sont fait un nom dans le genre, on peut citer l'Italien Andrea Landini et les Français Jehan Georges Vibert, Charles Édouard Delort et Marcel Brunery. En représentant des cardinaux participant à des activités telles que « l'approbation du modèle nu de l'artiste », jouer aux cartes, manger et boire excessivement ou luxueusement et se livrer à des passe-temps tels que la philatélie et la peinture, ces peintres se moquent des modes de vie excessifs et parfois débauchés des échelons supérieurs du clergé catholique. Il y a clairement une forte demande pour ces peintures comme en témoigne le fait que tant d'artistes travaillent dans ce genre.

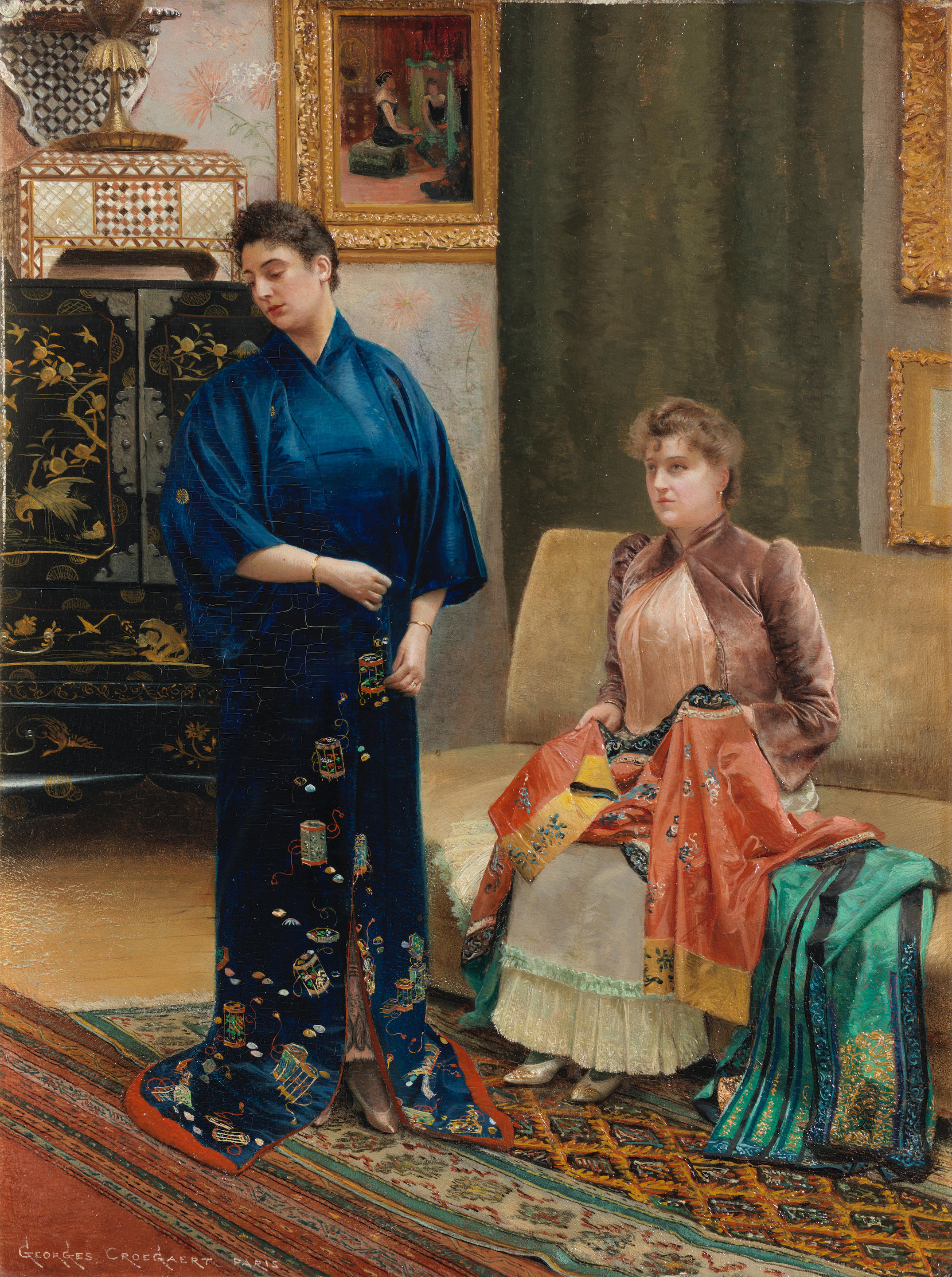
Choix d'une robe.

Le ton des peintures de cardinaux de Croegaert est humoristique et légèrement moqueur plutôt qu'ouvertement anticlérical. Sa technique très détaillée  est parfaitement adaptée à ce genre, car elle lui permet de représenter les excès du style de vie des cardinaux dans un environnement de meubles ornés, de tapisseries, de verres et d'argenterie rendus avec réalisme. Il est particulièrement doué pour capturer les rouges et violets vifs des robes des cardinaux et caractérise avec humour les visages de ses sujets quelque peu pathétiques.